# Kumcshon-ku cshong állomás
Kumcshon-ku cshong (Geumcheon-gu cheong) állomás a szöuli metró 1-es vonalának állomása Kumcshon-ku (Geumcheon-gu) kerületben. Az állomás a KTX-vonalat is kiszolgálja.

## Viszonylatok
| 1-es vonal                                       | 1-es vonal                                    | 1-es vonal                                                             |
| ------------------------------------------------ | --------------------------------------------- | ---------------------------------------------------------------------- |
| Jongdungpho (Yeongdeungpo) Szöul felé            | Kjongbu (Gyeongbu) szakasz zöld expresszvonat | Anjang (Anyang) Cshonan (Cheonan) felé                                 |
| Tokszan (Doksan) Szojoszan (Soyosan) felé        | Kjongbu (Gyeongbu) szakasz személyvonat       | Szokszu (Seoksu) Sincshang (Sinchang) és Szodongthan (Seodongtan) felé |
| Tokszan (Doksan) Jongdungpho (Yeongdeungpo) felé | Kvangmjong (Gwangmyeong) shuttle              | Kvangmjong (Gwangmyeong) végállomás felé                               |
| Korail                                           |                                               |                                                                        |
| Tokszan (Doksan) Szöul felé                      | Kjongbu (Gyeongbu) vonal                      | Szokszu (Seoksu) Puszan (Busan) felé                                   |